# José C. Paz (partido)
José C. Paz (Partido de José Clemente Paz) is een partido in de Argentijnse provincie Buenos Aires. Het bestuurlijke gebied telt 229.824 inwoners. Tussen 1991 en 2001 steeg het inwoneraantal met 8,09 %.

## Plaats in partido José C. Paz
- José C. Paz